# Kanton Palaiseau
Der Kanton Palaiseau ist seit 1793 eine französische Verwaltungseinheit im Arrondissement Palaiseau im Département Essonne und in der Region Île-de-France; sein Hauptort ist Palaiseau, Vertreterin im Generalrat des Départements ist seit 2001, wiedergewählt 2008, Claire Robillard (PS).

## Gemeinden
Der Kanton besteht aus drei Gemeinden mit insgesamt 63.293 Einwohnern (Stand: 1. Januar 2022) auf einer Gesamtfläche von 23,30 km²:
| Gemeinde         | Einwohner 1. Januar 2022 | Fläche km² | Dichte Einw./km² | Code INSEE | Postleitzahl |
| ---------------- | ------------------------ | ---------- | ---------------- | ---------- | ------------ |
| Igny             | 10.571                   | 3,82       | 2.767            | 91312      | 91430        |
| Orsay            | 16.655                   | 7,97       | 2.090            | 91471      | 91400        |
| Palaiseau        | 36.067                   | 11,51      | 3.134            | 91477      | 91120        |
| Kanton Palaiseau | 63.293                   | 23,30      | 2.716            | 9114       | –            |

Bis zur Neuordnung bestand der Kanton Palaiseau aus den 2 Gemeinden Igny und Palaiseau. Sein Zuschnitt entsprach einer Fläche von 18,92 km2.

## Bevölkerungsentwicklung
| 1962   | 1968   | 1975   | 1982   | 1990   | 1999   | 2006   |
| ------ | ------ | ------ | ------ | ------ | ------ | ------ |
| 21.940 | 31.137 | 37.818 | 37.604 | 37.823 | 38.346 | 40.523 |